# چن نان
چن نان (انگلیسی: Chen Nan؛ زادهٔ ۸ ژانویهٔ ۱۹۸۳) بازیکن بسکتبال زن اهل چین بود.
وی در مسابقات کشوری و بین‌المللی در مجموع برندهٔ ۳ مدال طلا شده‌است.